# Stadtkirche Schkölen

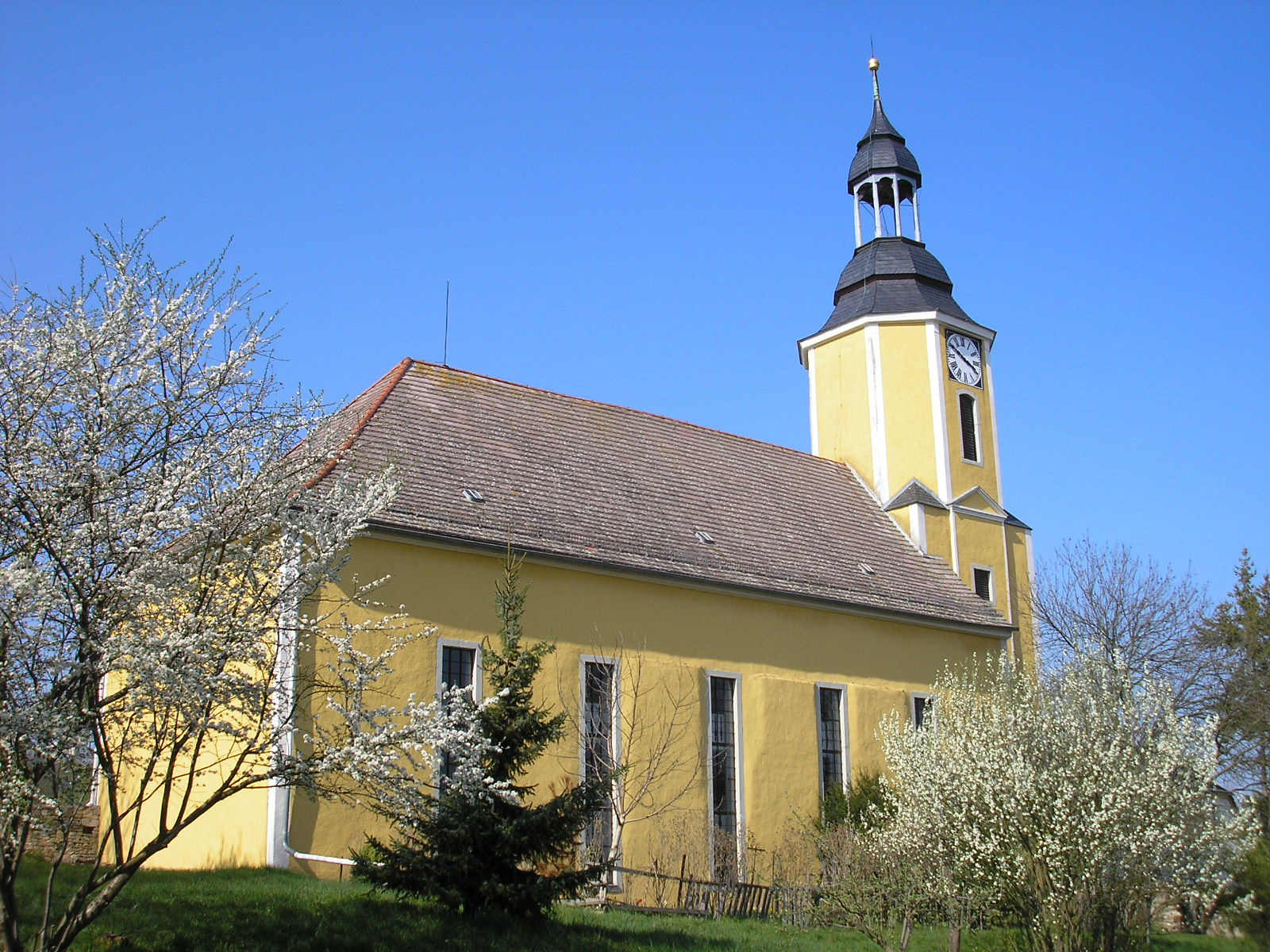
Die Stadtkirche Schkölen

Die evangelische Stadtkirche Schkölen (Barockkirche Beatae Mariae Virginis) steht in der Stadt Schkölen im Saale-Holzland-Kreis in Thüringen. Sie ist eine der Kirchen im Kirchengemeindeverband Schkölen-Zschorgula und gehört damit zum Kirchenkreis Naumburg-Zeitz der Evangelischen Kirche in Mitteldeutschland.

## Geschichte
Die das Stadtbild mit prägende Barockkirche wurde 1755 bis 1756 auf den Grundmauern einer gotischen Klosterkirche errichtet. Der aus westlicher Richtung in die Stadt hineinführende Bergrücken diente früher Verteidigungszwecken und war wohl Vorposten für die Kaiserpfalz Dornburg an der Saale. Daraus entwickelten sich dann die Kirche, der Friedhof und auch der Rückzugsort der Bevölkerung bei Angriffen auf die Siedlung. Heute liegen neben dem Friedhof Schule, Sportplatz und Stadtpark in der Umgebung der Kirche.
1990 bis 1991 wurde das Gotteshaus und sein Umfeld renoviert. Ein romanischer Reliefstein, einen Drehleierspieler darstellend, ist an der Nordwestseite der Schkölener Kirche angebracht worden.

## Ausstattung

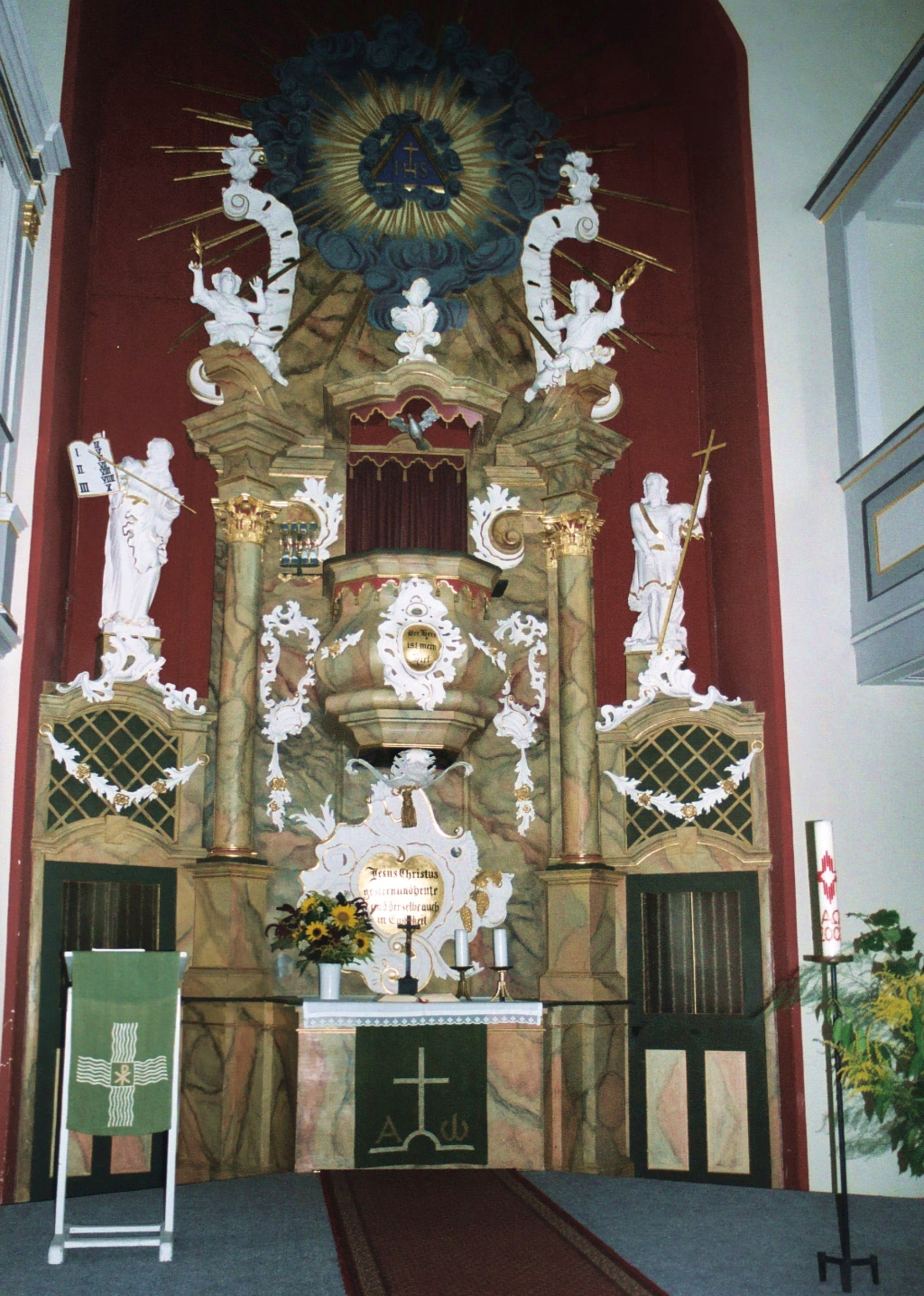
Kanzelaltar

Der Altar der Kirche ist ein Kanzelaltar – über dem Altar ist der Ort der Predigt. Die Orgel auf der Empore wurde 1756 von Johann Michael Hartung gebaut. Sie verfügt über 26 Register auf zwei Manualen und Pedal. Im Jahr 1993 wurde sie von Norbert Sperschneider restauriert. Die Kirche wird auch für Konzerte genutzt.

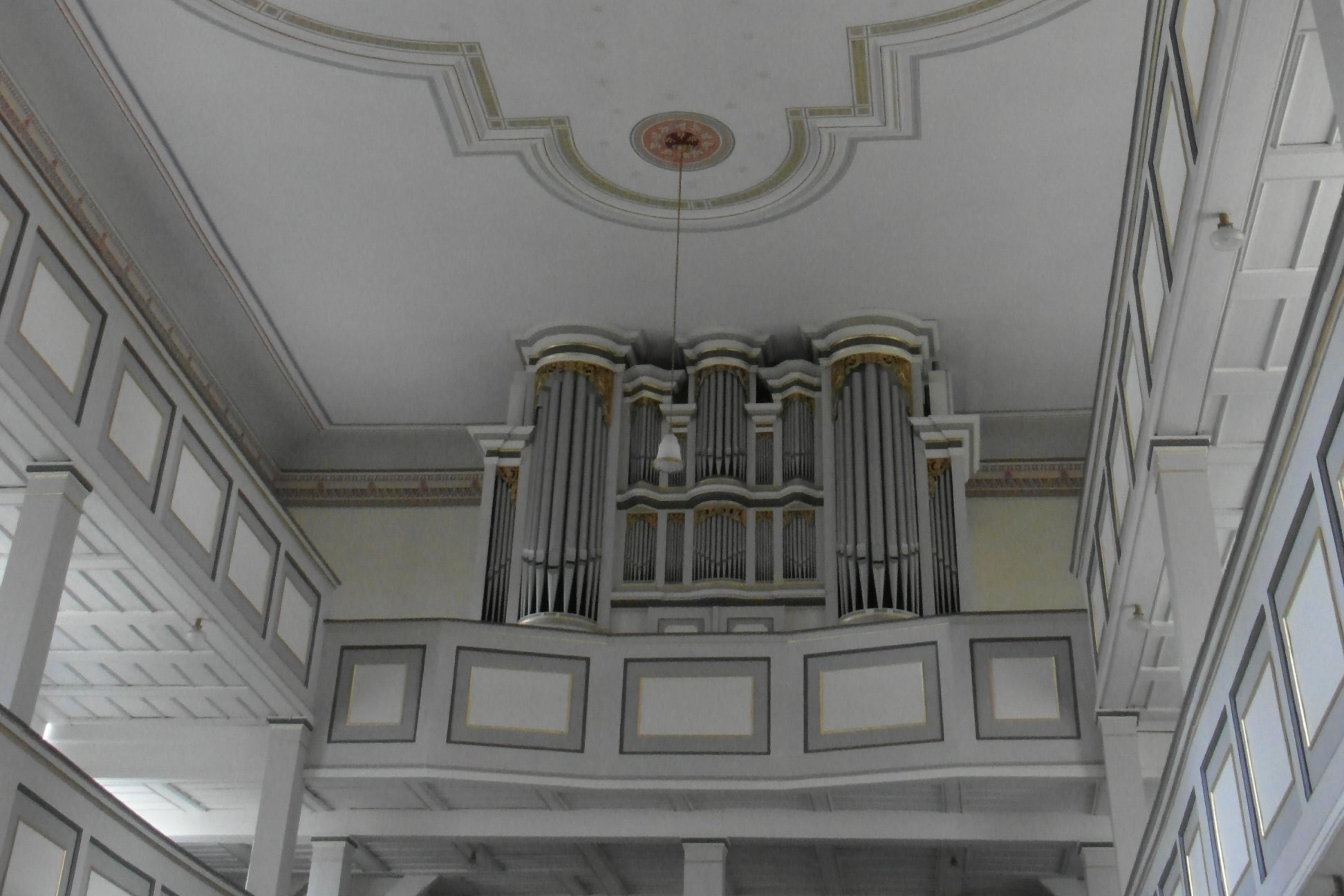
Orgel von 1756
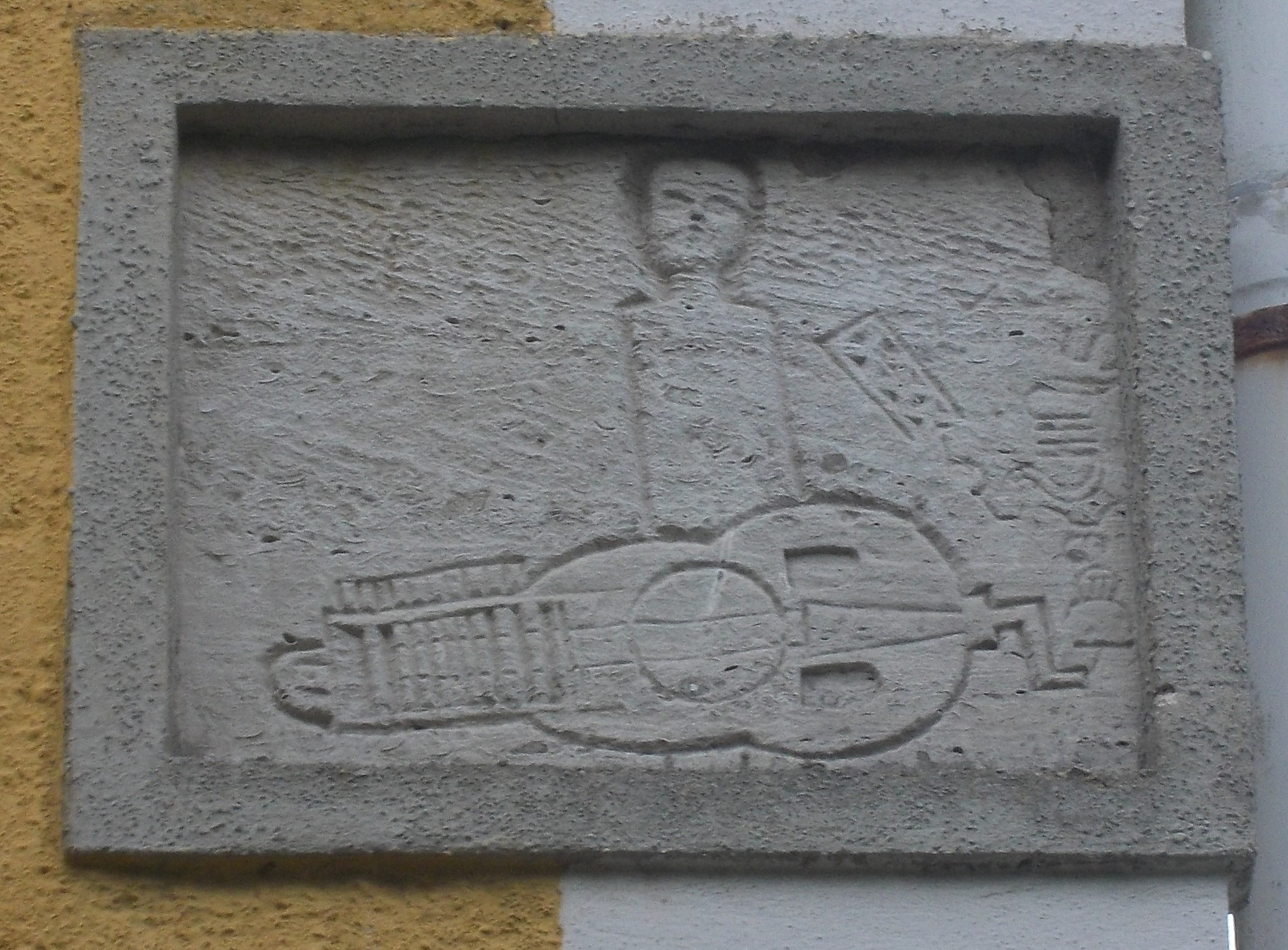
Romanischer Reliefstein